# Życie na wrotkach
Życie na wrotkach (oryg. Roll Bounce) – amerykański komediodramat z 2005 roku.

## Fabuła
Druga połowa lat 70. XX wieku. Młody Xavier 'X' Smith jest zafascynowany jazdą na wrotkach. Wraz z kolegami, podzielającymi jego pasję zakładają własną drużynę i stają do udziału w zawodach. Liczą na wygranie dużych pieniędzy, jednak zwycięstwo nie jest łatwe.

## Obsada
- Bow Wow jako Xavier 'X' Smith
- Brandon T. Jackson jako Junior
- Chi McBride jako Curtis Smith
- Meagan Good jako Naomi Phillips
- Wesley Jonathan jako Sweetness
- Jurnee Smollett jako Tori
- Marcus T. Paulk jako Boo
- Rick Gonzalez jako Naps
- Khleo Thomas jako Mixed Mike
- Kellita Smith jako Vivian
- Paul Wesley jako Troy
- Nick Cannon jako Bernard
- Wayne Brady jako DJ Johnny
- Mike Epps jako Byron
- Charlie Murphy jako Victor
- Darryl McDaniels jako D.J. Smooth Dee
- Busisiwe Irvin jako Sonya

i inni